# Mother (chanson de John Lennon)
Pour les articles homonymes, voir Mother.
Singles de John Lennon et le Plastic Ono Band
Instant Karma!
(1970) Power to the People
(1971)
Pistes de John Lennon/Plastic Ono Band
Hold On
Mother est une chanson de John Lennon parue sur l'album John Lennon/Plastic Ono Band. Elle a ensuite fait l'objet d'un single, aux États-Unis uniquement, dont la face B est la chanson Why, composée par Yoko Ono.
Mother a été composée par Lennon au cours de sa thérapie primale avec Arthur Janov et est un véritable appel de détresse lancé à ses parents. Elle fait en effet référence à son père, Alfred, qui a quitté le domicile familial peu après la naissance de John, et à sa mère, Julia, renversée par une voiture durant l'adolescence du chanteur. Il s'agit d'une des trois chansons de Lennon écrites à son sujet, avec Julia et My Mummy's Dead.
À cause de sa tonalité très personnelle et peu commerciale, la chanson n'a atteint que la 43e place des charts américains. Cependant, elle a fait l'objet de plusieurs reprises, notamment par Barbra Streisand, et a été ajoutée à plusieurs compilations de l’œuvre de Lennon.

## Historique

### Contexte et composition

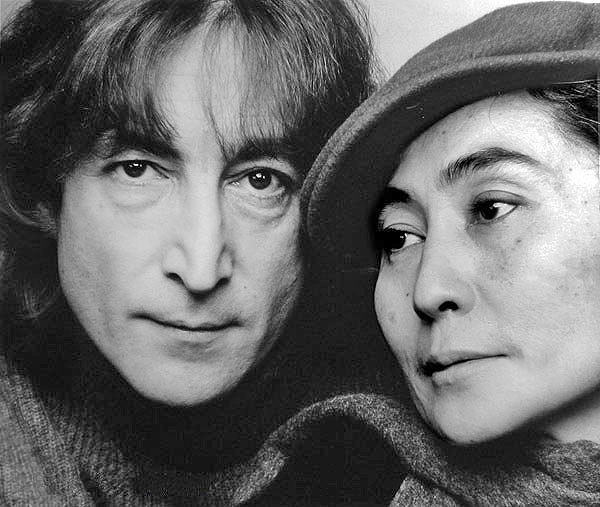
John Lennon a composé Mother durant une thérapie qu'il a suivi sur conseil de son épouse Yoko Ono.

Après la séparation des Beatles fin 1969, John Lennon, encouragé par Yoko Ono, suit une thérapie auprès du docteur Arthur Janov pour exorciser le souvenir de la mort de sa mère Julia, survenue dans sa jeunesse. Lennon et Ono partent donc aux États-Unis dans le centre médical de Janov, qui y expérimente sa thérapie primale auprès de ses patients. Celui-ci permet à Lennon de constater que certaines de ses chansons à l'époque des Beatles étaient des allusions inconscientes à ce drame, comme Tell Me Why, quand elles n'y faisaient pas clairement référence, comme dans le cas de Julia.
Cette thérapie, qui pousse Lennon dans ses derniers retranchements et est abandonnée prématurément, lui permet également d'évacuer ses peurs et les traumatismes de son enfance en composant une dizaine de chansons très personnelles. Parmi elles se trouve Mother, appel déchirant à ses parents disparus. La chanson n'est en effet pas uniquement destinée à sa mère disparue, mais également à son père Alfred Lennon qui les a quittés alors que John n'avait que cinq ans.

### Enregistrement
Comme le reste des chansons enregistrées fin 1970 par Lennon, Mother se distingue par une instrumentalisation très simple. Au piano dont il joue et au chant qu'il assure, s'ajoutent simplement la basse de son ami Klaus Voormann rencontré alors que les Beatles jouaient à Hambourg, et la batterie de Ringo Starr. Lennon n'osait pas, en effet, enregistrer de chansons trop personnelles en présence de Paul McCartney et George Harrison, qu'il connaissait trop bien et depuis trop longtemps pour le faire sans être mal à l'aise.
Les enregistrements se déroulent aux studios Abbey Road à Londres en septembre et octobre 1970. Avant de jouer du piano, Lennon avait tenté d'utiliser une guitare électrique, qui ne convenait finalement pas à l'effet désiré. La version de Mother à la guitare peut être entendue sur la John Lennon Anthology.

### Parution et réception
Mother est publiée pour la première fois, dans sa version longue, en ouverture de l'album John Lennon/Plastic Ono Band qui sort le 11 décembre 1970. Ce premier album studio solo de l'artiste, très personnel, rencontre tout de même un public conséquent en se classant en 11e position des charts britanniques et en sixième position aux États-Unis.
Avec cet album, Lennon se retrouve confronté à la dure tâche de trouver un single. Working Class Hero étant inutilisable car censurée pour l'usage du mot « fucking » (« putain »). Love est un temps envisagé, avant de finalement laisser place à Mother, qui ne sort cependant que sur le territoire américain. En dépit d'une version raccourcie de quelques secondes, notamment en ce qui concerne les sons de cloche répétés au début de la chanson et les cris de Lennon à la fin, le single n'entre que péniblement dans le top 50 et se classe en 43e position dans les charts.
La chanson est ensuite apparue sur plusieurs compilations comme Shaved Fish, The John Lennon Collection et Lennon Legend: The Very Best of John Lennon.

## Analyse musicale
Mother se base, d'un point de vue musical, sur une ligne de basse et une piste de batterie assez simples, ainsi que des accords de piano ponctuant les phrases de chant. Durant les trente premières secondes de la version longue résonnent des coups de cloches à intervalle réguliers, symboles de deuil. Suit ensuite une partie chantée, puis, sur un rythme un peu plus accéléré, la longue fin de la chanson, Lennon y hurlant à répétition « Mama don't go ! Daddy come home ! » (« Maman, ne pars pas ! Papa, reviens à la maison »), appels à sa mère morte et à son père parti au bout du monde quand il avait six ans.
La partie de chant en elle-même se compose de trois couplets sur la même forme. Le premier s'adresse à la mère de Lennon : « Mother, you had me, but I never had you » (« Mère, tu m'as eu, mais je ne t'ai jamais eue ») et lui explique à quel point il avait besoin d'elle. Le deuxième couplet s'adresse ensuite à son père, Alfred : « Father, you left me, but I never left you » (« Père, tu m'as délaissé, mais je ne t'ai jamais délaissé »), poursuivant sur le mal qu'il a eu à vivre sans lui. Le dernier couplet s'adresse aux enfants (et certainement en particulier à son fils Julian, les implorant de ne pas faire les mêmes erreurs que lui. Chacun des trois couplets s'achève sur un « Good bye » (« au revoir »).
Mother peut-être mise en parallèle avec une autre chanson de John Lennon/Plastic Ono Band, My Mummy Is Dead, qui clôt l'album. Les deux chansons, partageant le même thème, sont pourtant bien différentes : là où la première dure plus de cinq minutes, la seconde dure moins d'une minute. Quand la première est composée de cris déchirants, la seconde est chantée d'une voix d'enfant étouffée à l'aide d'une guitare acoustique. À l'appel désespéré de la première répond le simple constat de la deuxième qui tente d'expliquer son malheur avant de conclure « I can't explain ; so much pain » (« je ne peux pas l'expliquer ; trop de douleur »).

## Interprètes
- John Lennon : chant, piano
- Klaus Voormann : basse
- Ringo Starr : batterie

## Reprises
Plusieurs reprises de Mother ont été enregistrées. Dès 1971, Barbra Streisand l'a interprétée et publiée en single. Dans les années qui ont suivi, Maynard Ferguson l'a également reprise, ainsi que Mia Martini qui l'a adaptée en italien sous le titre Madre. En 2007, Christina Aguilera l'a interprétée pour l'album de reprises à but humanitaire Instant Karma: The Amnesty International Campaign to Save Darfur.
Une version live de John Lennon a également été enregistrée à New York en 1972. Elle a été rendue publique sur l'album Live in New York City en 1986. La chanson interprétée par Lennon apparaît également au générique du film Nowhere Boy (2010), consacré à la jeunesse du musicien et à ses rapports avec sa mère.

## Dans la culture populaire
- On peut entendre un extrait de cette chanson dans l'épisode Une mamie hors la loi (saison 15, épisode 2) de la série d'animation américaine Les Simpson.

- Ce titre est utilisé dans le générique de la série Better Things, créée par Pamela Adlon et Louis C.K.